# Gelis mangeri
Gelis mangeri là một loài tò vò trong họ Ichneumonidae.